# Badminton la Jocurile Olimpice de vară din 2020
Probele sportive de badminton la Jocurile Olimpice de vară din 2020 s-au desfășurat în perioada 25 iulie - 2 august 2021 la Tokyo, Japonia. Un total de 172 de sportivi au concurat în cinci probe: simplu masculin, dublu masculin, simplu feminin, dublu feminin și dublu mixt.
Perioada de calificare au avut loc între 29 aprilie 2019 și 26 aprilie 2020, iar clasamentul Federației Mondiale de Badminton publicat pe 30 aprilie 2020 a fost utilizat pentru alocarea locurilor. Țările au putut aduce maximum doi jucători, atât în probele de simplu masculin și de simplu feminin, dacă ambii au fost clasați în primii 16 în lume; în caz contrar, un singur loc a fost alocat până la completarea tabloului de 38 de jucători. Reglementări similare s-au aplicat în probele de dublu până la completarea tabloului de 16 echipe.

## Podium
| Probă                       | Aur                                         | Argint                               | Bronz                                        |
| Individual masculin Detalii | Viktor Axelsen · Danemarca (DEN)            | Chen Long · China (CHN)              | Anthony Sinisuka Ginting · Indonezia (INA)   |
| Dublu masculin Detalii      | Taipeiul Chinez · Lee Yang · Wang Chi-lin   | China · Li Junhui · Liu Yuchen       | Malaezia · Aaron Chia · Soh Wooi Yik         |
| Individual feminin Detalii  | Chen Yufei · China (CHN)                    | Tai Tzu-ying · Taipeiul Chinez (TPE) | Pusarla Venkata Sindhu · India (IND)         |
| Dublu feminin Detalii       | Indonezia · Greysia Polii · Apriyani Rahayu | China · Chen Qingchen · Jia Yifan    | Coreea de Sud · Kim So-yeong · Kong Hee-yong |
| Dublu mixt Detalii          | China · Wang Yilyu · Huang Dongping         | China · Zheng Siwei · Huang Yaqiong  | Japonia · Yuta Watanabe · Arisa Higashino    |